# AJ Perez
AJ Perez, nome artístico de Antonello Joseph Sarte Perez (17 de fevereiro de 1993 - 17 de abril de 2011), foi um ator filipino. Ele era um membro da ABS-CBN 's estrela mágica no lote 13. Ele retratou um dos personagens principais em 2009 minissérie Your Song Presents: Underage. Em 2010, ele desempenhou seu primeiro papel principal no horário nobre na série de televisão, Sabel. Ele morreu aos 18 anos, em um acidente veicular em Moncada, Tarlac, na meia-noite de 17 de abril de 2011.

## Filmografia

### Televisão
| Ano     | Título                                           | Personagem             | Notas                                          |
| ------- | ------------------------------------------------ | ---------------------- | ---------------------------------------------- |
| 2006    | Komiks Presents: Bampy                           | Garoto                 | Episódio: "Bampy 1&2"                          |
| 2006    | Star Magic Presents: All About A Girl            | Egay                   |                                                |
| 2006–07 | Star Magic Presents: Abt Ur Luv                  | Josh Smith             |                                                |
| 2007–08 | Star Magic Presents: Abt Ur Luv, Ur Lyf 2        | Josh Smith             |                                                |
| 2008    | Star Magic Presents: Astigs in Haay...School Lyf | Tyler                  |                                                |
| 2008    | Star Magic Presents: Astigs in Luvin' Lyf        | Wave                   |                                                |
| 2008    | Kelly! Kelly! (Ang Hit na Musical)               | Wesley                 | TV movie                                       |
| 2008    | Maalaala Mo Kaya                                 | Harold                 | Episódio: "Dalandan"                           |
| 2008    | Lobo                                             | Bayani "Yani" Mendoza  |                                                |
| 2008    | Love Spell Presents: Bato                        | Rico                   | Episódio: "Bato"                               |
| 2008    | Iisa Pa Lamang                                   | Rafael Torralba        |                                                |
| 2008    | Your Song Presents: Impossible                   | Vince                  |                                                |
| 2008–11 | ASAP                                             | Ele mesmo              | Segments: "Gigger Boys", "Dynamite Dance Crew" |
| 2009    | Your Song Presents: Underage                     | Gary                   |                                                |
| 2009    | Your Song Presents: Boystown                     | Ricky                  |                                                |
| 2009    | Maynila                                          | Billy                  | Episódio: "Picture Perfect"                    |
| 2009    | Maynila                                          | Andy                   | Episódio: "Chances at Love"                    |
| 2009    | Midnight DJ                                      | Baste                  | Episódio: "Lingkis ng Taong Ahas"              |
| 2010    | Wansapanataym                                    | Jeffrey                | Episódio: "Kakambal Ko'y Manika"               |
| 2010–11 | Sabel                                            | Candido "Dido" De Dios |                                                |
| 2011    | Showtime                                         | Ele mesmo              | Special Guest Judge                            |
| 2011    | Maalaala Mo Kaya                                 | Edgar                  | Episódio: "Tsinelas"                           |

### Filmes
| Ano  | Título                                | Personagem | Notas             |
| ---- | ------------------------------------- | ---------- | ----------------- |
| 2006 | Kasal, Kasali, Kasalo                 | Otap       |                   |
| 2007 | Sakal, Sakali, Saklolo                | Otap       |                   |
| 2007 | Bahay Kubo: A Pinoy Mano Po!          | Daniel     |                   |
| 2008 | Magkaibigan                           | Joni       |                   |
| 2009 | BFF (Best Friends Forever)            | Miguel     |                   |
| 2009 | Ang Tanging Pamilya: A Marry Go Round | Ernie      |                   |
| 2010 | Babe, I Love You                      | Gian       |                   |
| 2010 | Cinco                                 | Andrew     | Episódio: "Braso" |
| 2010 | Mamarazzi                             | Dingdong   |                   |